# Ancistranthus
Ancistranthus là chi thực vật có hoa trong họ Acanthaceae.